# Agriocnemis dissimilis
Agriocnemis dissimilis là một loài chuồn chuồn kim trong họ Coenagrionidae.
Agriocnemis dissimilis được D'Andrea & Carfi miêu tả khoa học năm 1997.